# .357 Magnum

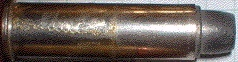
Un cartutx .357 Magnum.

El cartutx .357 S&W Magnum (Smith & Wesson), o simplement .357 Magnum, conegut com a 9×33 mmR en el sistema mètric, és un cartutx per a revòlver creat per l'empresa d'armes Smith&Wesson el 1934 i basat en un d'anterior, el .38 Special. Des de la seva creació s'ha difós àmpliament el seu ús.
La diferència entre una bala disparada del calibre .38 i una altra del calibre .357 (malgrat el nom mesuren el mateix) és que, mentre la .38 surt a una velocitat de 250 m/s, la Magnum ho fa a 400 m/s, amb el dràstic augment de capacitat de perforació que això comporta.

## Disseny
Aquest cartutx va iniciar l'era de les municions per a pistola amb bales d'alta velocitat.. Va ser dissenyat per a la policia, l'autodefensa i la cacera. L'objectiu de la seva creació va ser fer una bala de baixa penetració, trajectòria plana i llarg abast efectiu. És excel·lent per a l'autodefensa pel seu alt poder de parada, que pot detenir d'un tret animals superiors en grandària a l'home. Fins i tot pot matar un tigre d'un tret precís a curta distància.
Un altre avantatge dels revòlvers .357 Magnum és la possibilitat d'usar cartutxos .38 Special, perquè les bales i beines de tots dos calibres són del mateix diàmetre. No obstant això els revòlvers dissenyats per al cartutx .38 Special no poden utilitzar el .357 Magnum, a causa de les menors dimensions del tambor i a que la beina del .357 Magnum es més llarga. No obstant això, la seva potència és inferior a la resta dels calibres Magnum, com el .41 Magnum, .44 Magnum i .454.
Segons les resolucions del CIP, la caixa del cartutx .357 Magnum pot suportar fins a 300 MPa (44,000 psi) Pressió . Als països regulats pel CIP, totes les combinacions de cartutxos de pistola han d’estar provades al 130% d’aquesta pressió CIP màxima per certificar-les per a la venda als consumidors. Això significa que els braços amb recambra .357 Magnum als països regulats pel CIP estan actualment provats a 390 MPa (57,000 psi) pressió piezoelèctrica PE.

## Balística

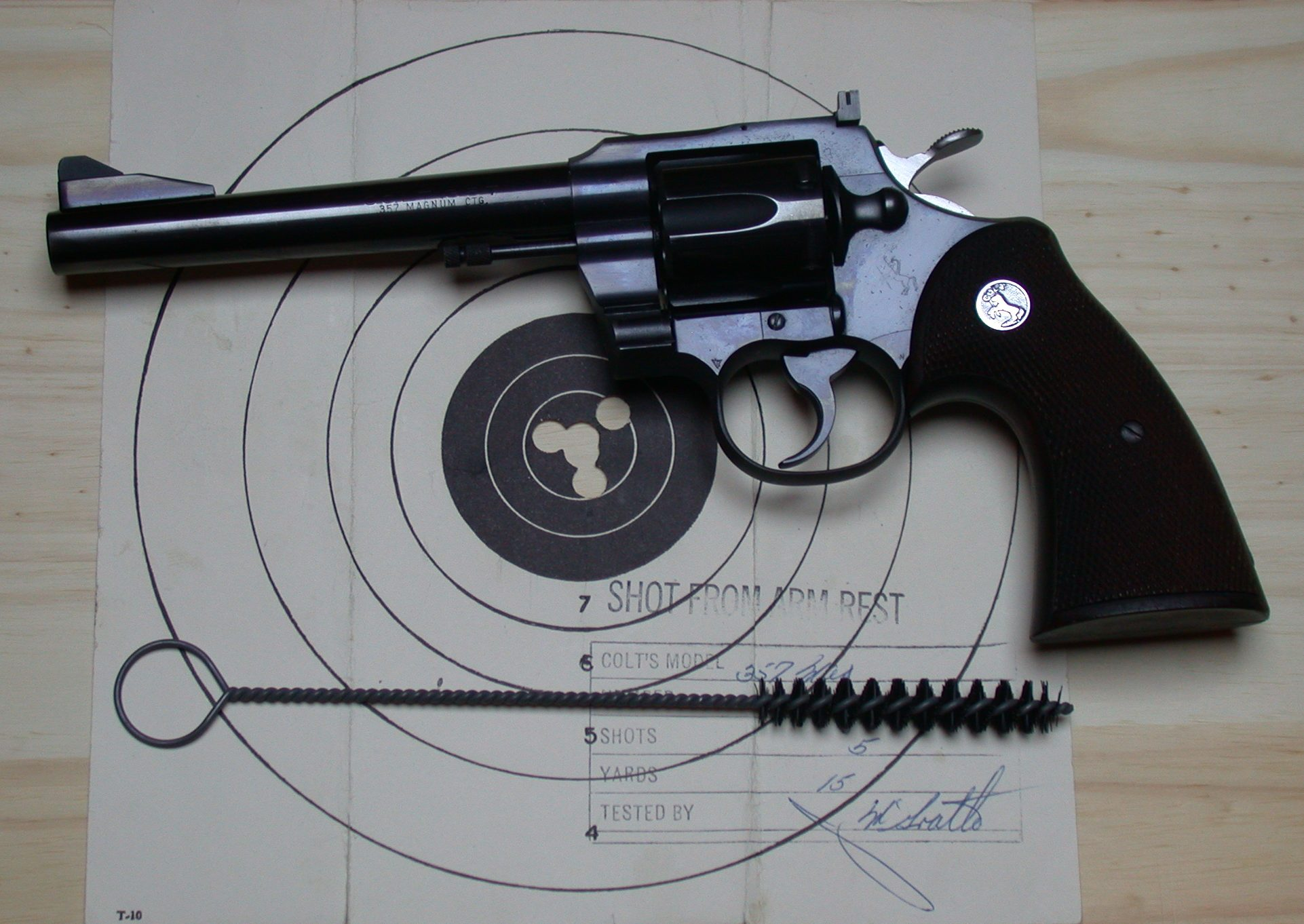
1956 Colt .357 Magnum

La bala pesa 8,1 g, té el mateix HP, velocitat inicial de 400 m/s i potència inicial de 790 joule. Però també hi ha una altra versió d'aquest cartutx la bala del qual pesa 10,2 g, també de camisa HP ("hollow-point"), velocitat inicial de 375 m/s i potència inicial de 725 joule.

## Sinònims
- .357
- .357 Mag.
- .357 S&W Magnum
- 9 x 33 R (nomenclatura europea)
- El .357 Magnum no s'ha de confondre amb el .357 SIG, dissenyat per a les pistoles semiautomàtiques i de potència lleugerament menor a la del Magnum.